# Walther P22

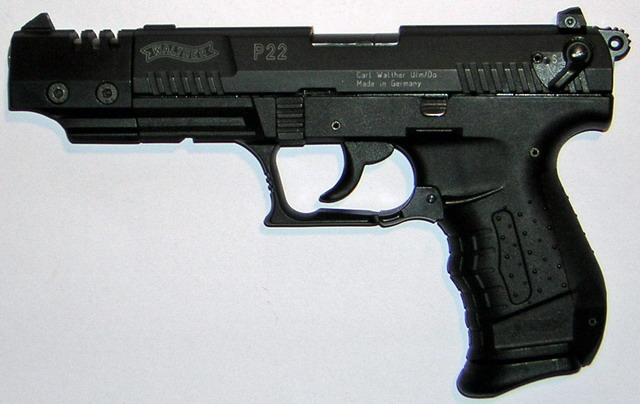
Walther P22 Target

Le  Walther P22 est un pistolet semi-automatique fabriqué en Allemagne par Walther Sportwaffen.
Extérieurement, il ressemble au Walther P99, mais il est  quelque peu plus petit (75 % de la taille du P99) et il est chambré pour la cartouche .22 Long Rifle. Contrairement au P99, le chien est apparent.
Le P22 peut être fourni avec un canon court de 87 mm ou avec un canon long de 127 mm équipé d’un compensateur de relèvement à trois fentes inversées, le modèle sportif nommé P22 Target. Ces évents de carcasse n'ont qu'une finalité « esthétique » dans la mesure où le canon n'est pas réellement ajouré. Le calibre .22 ne nécessite pas de dispositif de compensation pour rester stable. L’utilisateur a la possibilité de changer la longueur de canon et il y a même un pack combo offrant à la vente les deux longueurs de canons.
Suivant les lois californiennes, les P22 proposés à la vente dans cet État ne peuvent pas être modifiés au niveau de la longueur de canon de manière définitive, cela pouvant entraîner la détérioration du canon ou de l’arme lors d’une tentative. Dans certains pays comme en Finlande, l’arme équipée d’un canon court de 87 mm est classée comme arme de défense, alors que la même arme avec le canon long est classée comme arme de sport.
Le Walther P22 a l'avantage, contrairement à la plupart des armes de ce calibre, de permettre des extensions sans modifications. Ainsi il peut monter facilement un amortisseur de bruit (silencieux), un viseur Laser ou à « point rouge ». 
Le mécanisme d'approvisionnement automatique semble mieux fonctionner avec les munitions de haute vitesse (haute vélocité) que standard, probablement à cause de la lourdeur de la culasse.

## Présentation
Le P22 fonctionne suivant la méthode Blowback des armes semi-automatiques et sa platine est de type double action (DA/SA).
D’autres spécificités caractérisent le P22:
- Platine sélective avec préarmement de la détente ;
- Mécanisme de mise à feu modulaire ;
- Sûreté au choc automatique ;
- Commande d'ouverture de chargeur ambidextre ;
- Visée réglable micrométrique et à contraste ;
- Grip arrière de poignée facilement remplaçable et disponible dans plusieurs tailles et de formes différentes pour une meilleure prise en main ;
- Rail de montage pour laser ou lampe torche.

Le P22 est disponible avec des options de couleurs différentes du polymère de la carcasse : noire, vert olive, blanche, et fibres de carbone. Culasse en finition bronzée noire ou inoxydable.
Le P22 est distribué aux États-Unis par Walther America, une filiale de Smith & Wesson.
Le P22 a connu deux évolutions : le P22Q et le P22QD.

## Représentations dans les œuvres de fiction
Le Walther P22 est connu notamment pour son emploi illogique (munition trop faible) dans la série TV Léa Parker en tant qu'arme de service du personnage principal.

## Caractéristiques du P22
- Calibre : .22 Long Rifle
- Dimensions hors tout :
  - P22 : 159 x 114 x 29 mm
  - P22 Target : 199 x 114 x 29 mm
- Longueur du canon :
  - P22 : 87 mm
  - P22 Target : 127 mm
- Poids à vide :
  - P22 : 430 g
  - P22 Target : 525 g
- Capacité chargeur : 10 coups
- Longueur de l'arme : 160 mm
- Poids de l'arme (vide) : 460 g
- Catégorie (législation française) : Catégorie B